# Đĩa đá Dropa

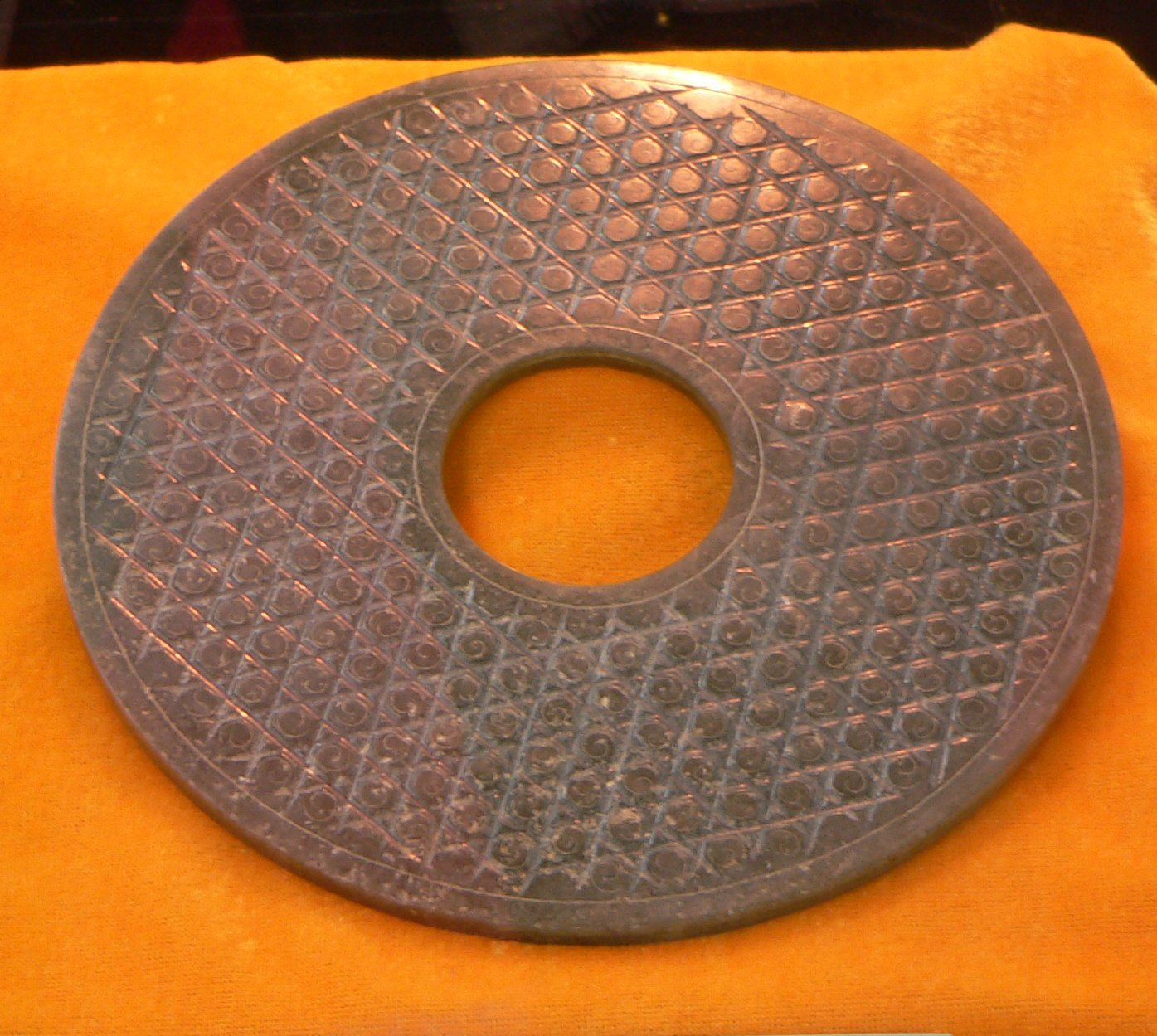
Bích (璧) thời Hán, có đường kính 16 cm.

Đĩa đá Dropa, còn gọi là Đĩa đá Dzopa, Đá Dropas hoặc Đá Drop-ka, được một số nhà nghiên cứu UFO và giả khảo cổ học khẳng định là một chuỗi gồm ít nhất 716 đĩa đá hình tròn có niên đại khoảng 12.000 năm, trên đó có thể tìm thấy các dấu hiệu giống như chữ tượng hình nhỏ. Mỗi đĩa được cho là có đường kính lên tới 1 foot (30 cm) và có hai rãnh, bắt nguồn từ một lỗ ở chính giữa có dạng xoắn ốc kép. Những dấu hiệu giống như chữ tượng hình được cho là đã tìm thấy trong các rãnh này. Không có hồ sơ nào ghi chép về những viên đá được trưng bày trong bất kỳ viện bảo tàng nào trên thế giới; do đó chúng được coi là một trò lừa bịp.

## Sở Văn Minh
Năm 1962, Sở Văn Minh (tiếng Trung: 楚聞明; bính âm: Chǔ Wénmíng) được cho là đã kết luận rằng các đường rãnh trên đĩa đá này thực ra là những chữ tượng hình rất nhỏ, không có cái nào thuộc kiểu mẫu từng được nhìn thấy trước đây, và có thể chỉ nhìn rõ khi sử dụng kính lúp. Chuyên gia này tuyên bố rằng ông đã giải mã đĩa đá thành câu chuyện kể về một con tàu vũ trụ gặp phải sự cố khi hạ cánh xuống khu vực hang động thuộc dãy núi Ba Nhan Khách Lạp, và phi thuyền chứa những người Dropa không thể sửa chữa con tàu và do đó buộc phải thích nghi với đời sống trên Trái Đất. Hơn nữa, nghiên cứu của ông khẳng định rằng người Dropa đã bị chính người Hán địa phương săn lùng và giết hại trong suốt một thời gian. Sở Văn Minh đặc biệt lưu ý rằng có một hình khắc rõ ràng đã kể lại câu chuyện này như sau: "Người Dropa bay xuống từ những đám mây trên phi thuyền của họ. Đàn ông, phụ nữ và trẻ em của chúng tôi đã trốn trong hang mười lần trước khi mặt trời mọc. Cuối cùng, khi chúng tôi hiểu được ngôn ngữ ký hiệu của người Dropa, chúng tôi nhận ra rằng những người mới đến có ý định hòa bình".
Sở Văn Minh  được cho là đã công bố phát hiện của mình vào năm 1962 trên một tạp chí chuyên ngành để rồi về sau bị chế giễu và không mấy ai tin tưởng. Không lâu sau đó, người ta cho rằng ông ta đi sang Nhật Bản sống lưu vong rồi qua đời không lâu sau khi hoàn thành bản thảo tác phẩm của riêng mình.

## Khảo sát của Nga
Giới nghiên cứu người Nga đề nghị phía Trung Quốc chuyển số đĩa đá này để họ tiến hành nghiên cứu và một số được chuyển đến Moskva. Khi vừa đưa đến thủ đô thì người ta nói rằng số đĩa đá này đã được cạo để tìm các hạt rời và qua phân tích hóa học cho thấy chúng chứa một lượng lớn coban và các chất kim loại khác. Như được ghi lại trên tạp chí Sputnik của Liên Xô, Tiến sĩ Vyacheslav Zaitsev mô tả một thí nghiệm đặt đĩa đá trên một bàn xoay đặc biệt, nhờ đó chúng được hiển thị "độ rung" hoặc "kêu vù vù" theo nhịp điệu bất thường như thể có một điện tích chạy qua vậy.

## Ernst Wegerer
Có người kể lại rằng một viên kỹ sư người Áo tên là Ernst Wegerer (Wegener) đã đến thăm Bảo tàng Bán Pha ở Tây An, tỉnh Thiểm Tây vào năm 1974 thì tình cờ nhìn thấy hai chiếc đĩa đá Dropa. Khi Wegerer hỏi chuyện về những chiếc đĩa đá này thì người quản lý không nói được gì cả nhưng cho phép ông ta cầm một chiếc trên tay và chụp ảnh cận cảnh. Ông tuyên bố rằng trong các bức ảnh của mình không thể nhìn thấy hàng chữ tượng hình vì chúng đã bị đèn flash của máy ảnh che khuất và cũng do số đĩa này dần xuống cấp. Đến năm 1994, những cái đĩa đá này và tay quản lý đột nhiên biến mất tăm hơi khỏi bảo tàng.

## Ấn phẩm
Tài liệu tham khảo về Dropa và đĩa đá Dropa được tìm thấy trong ấn bản tháng 7 năm 1962 của tạp chí ăn chay của Đức mang tên Das vegetarische Universum.
Chúng được đề cập trong cuốn sách năm 1978 nhan đề Sungods in Exile của David Agamon (tên thật là David A. Gamon). Cuốn sách này được viết như thể đây là bộ phim tài liệu về chuyến thám hiểm năm 1947 của nhà khoa học Karyl Robin-Evans. Nội dung sách kể về chuyến du hành được cho là của Robin-Evans đến vùng hẻo lánh thuộc dãy núi Ba Nhan Khách Lạp để rồi ông tìm thấy sắc tộc người lùn được gọi là Dropa. Theo cuốn sách của ông cho biết thì quần thể người Dropa bao gồm vài trăm thành viên, tất cả đều cao khoảng 1,2 m. Robin-Evans được cho là đã sống trong cộng đồng người Dropa suốt hơn nửa năm và trong thời gian đó, ông tìm cách học hỏi ngôn ngữ và lịch sử của họ, đồng thời làm cho một trong những phụ nữ Dropa mang thai. Ông ấy được người Dropa cho biết rằng họ đã bị mắc kẹt ở nơi đây từ lâu rồi và rằng tổ tiên của họ bắt nguồn từ một hành tinh trong chòm sao Sirius. Gamon về sau đã tiết lộ trên tờ Fortean Times của Anh rằng cuốn sách của ông chỉ là một tác phẩm châm biếm và "trò lừa bịp yêu thích".
Tại Nhật Bản, đĩa đá này được nhắc đến vào năm 1996 khi dịch phẩm Satelliten der Götter ('Vệ tinh của chư Thần') của Hartwig Hausdorf và Peter Krassa vừa mới phát hành.

## Tranh cãi
Có ý kiến cho rằng Sở Văn Minh không phải là tên thật bằng tiếng Trung. Chẳng có tài liệu nào nhắc đến vị chuyên gia này ở Trung Quốc ngoài mối liên hệ của ông ta với những chiếc đĩa đá Dropa. Theo Hartwig Hausdorf, một người say mê Dropa, Sở Văn Minh là một "cái tên cũ bằng tiếng Nhật nhưng đã được chuyển thể sang tiếng Trung".  Theo hệ thống phiên âm của Gould-Parkinson thì chữ drop-ka trong tiếng Tây Tạng có nghĩa là "cô mịch" hoặc "cư dân của đồng cỏ". Nó được cho là tên của một bộ lạc chăn nuôi gia súc du mục Tây Tạng trên cao nguyên phía đông Tây Tạng. Do những bức ảnh của Wegerer thiếu bằng chứng cụ thể về chữ tượng hình, chúng thể hiện sự giống nhau với những chiếc đĩa Bích. Bích là những đĩa ngọc tròn có lỗ ở tâm. Khi bị chôn vùi trong lòng đất, các khoáng chất sẽ biến chúng thành nhiều màu. Bích đã có từ năm 3000 trước Công nguyên và phổ biến ở khu vực ngày nay là Thiểm Tây. Một số chiếc đĩa bích được trang trí bằng các rãnh song song và các dấu hiệu khác.